# قصر الخديوي توفيق
قصر الخديوي توفيق أو فندق عين الحياة أو قصر عين الحياة هو قصر أنشأه الخديوي توفيق عام 1888 بمنطقة حلوان بمدنية القاهرة وأهداه لزوجته أمينة إلهامي، وبعد حريق قصر عابدين كان يعقد فيه اجتماعته حتى توفي به في عام 1892. ثم سكنت بالقصر الأميرة عين الحياة رفعت زوجة السلطان حسين كامل.

## نبذة
بني القصر على مساحة 24 فدان، ويتكون من مبنيين، وهما الحرملك والسلاملك، عدا المباني الملحقة لإقامة الخدم والمطابخ والإسطبلات، ويتكون الحرملك من دورين عدا بدروم لهُ سقف جمالوني، وهو مبني على طراز معماري كلاسيكي يتضح فيه التأثر بمباني عصر النهضة في أوروبا، أما السلاملك فهو مبنى مكون من دور واحد وبدروم
تم تحويل أجزاء من سراي أمينة هانم إلى مدرسة ثانوية للبنين، ثُم مدرسة تجارية، أما الحرملك فيُستخدم كمخزن لإحدى المدارس، كما أحاطت بهِ مدارس فتكاد تُخفيه تمامًا عن المارة، أما الجزء المتبقي فهو مهجور تسكنه الثعابين، ومن ثم بات في الوقت الحالي وكرًا للمخدرات والدعارة والخارجين عن القانون بالإضافة لتعرض القصر لعمليات من نوافذ وأسقف وأخشاب ونجف، بالإضافة إلى وجود ثلاث حالات قتل تم الكشف عنها بإلقاء الجثث داخل القصر.
المبنى غير مسجل ضمن الآثار الإسلامية والقبطية، ولا يخضع لقانون حماية الآثار رقم 117 لسنة 1983.